# Nakla
Nakla (kaszub. Nôklô) – wieś kaszubska w Polsce, położona w województwie pomorskim, w powiecie bytowskim, w gminie Parchowo, na Pojezierzu Kaszubskim, w pobliżu drogi krajowej nr 20 ze Stargardu do Gdyni. Wieś jest siedzibą sołectwa Nakla w którego skład wchodzą również: Wygoda, Glinowo-Leśniczówka, Józefata Dolina, Kłótnica, Skrobacz, Wola. 
| SIMC    | Nazwa               | Rodzaj     |
| ------- | ------------------- | ---------- |
| 0748767 | Glinowo-Leśniczówka | część wsi  |
| 0748773 | Józefata Dolina     | część wsi  |
| 0748780 | Kłótnica            | część wsi  |
| 0748796 | Skrobacz            | część wsi  |
| 0748804 | Wola                | część wsi  |
| 0748810 | Wygoda              | przysiółek |

Wieś królewska położona była w II połowie XVI wieku w powiecie mirachowskim województwa pomorskiego.
W latach 1954–1968 wieś należała i była siedzibą władz gromady Nakla, po jej zniesieniu w gromadzie Parchowo. W latach 1975–1998 miejscowość administracyjnie należała do województwa słupskiego.
Do 1772 wieś podlegała staroście mirachowskiemu z ówczesnego powiatu mirachowskiego. Przed 1920 miejscowość nosiła nazwę niemiecką Nakel, wcześniej Nakło. Po I wojnie światowej Nakla wróciła do Polski. Granica polsko-niemiecka była jednocześnie zachodnią granicą wsi. Wieś należała do ówczesnego powiatu kartuskiego. W latach okupacji niemieckiej działały tu ugrupowania ruchu oporu Gryfa Pomorskiego. Po II wojnie światowej do połowy lat 50. Nakla znajdowała się w ówczesnym województwie gdańskim. W połowie lat 50. wieś, podobnie jak i całą gminę Parchowo przyłączono do nowo utworzonego województwa koszalińskiego.
Znajduje się tu placówka Ochotniczej Straży Pożarnej. Na zachód od wsi znajduje się jezioro Glinowskie.